# La Alameda (Metro de Quito)
La Alameda es la octava estación de la Línea 1 del Metro de Quito, ubicada en el centro-norte de la ciudad. Su construcción forma parte del primer sistema ferroviario subterráneo de transporte masivo en Ecuador, cuya operación comercial inició el 1 de diciembre de 2023.

## Historia
La estación fue proyectada como parte del trazado inicial de la Línea 1 del Metro de Quito, cuya construcción comenzó en 2016 bajo la administración del entonces alcalde Mauricio Rodas. Las obras civiles de La Alameda incluyeron excavaciones profundas en una zona históricamente relevante y de alto tránsito vehicular, lo que implicó importantes desafíos técnicos y arqueológicos.
Durante la construcción se implementaron medidas para preservar el entorno del parque La Alameda, uno de los espacios públicos más antiguos de la ciudad, así como para minimizar el impacto sobre el Observatorio Astronómico de Quito, ubicado en el centro del parque. La estación fue concluida estructuralmente en 2022 y formó parte de las pruebas dinámicas del sistema realizadas a lo largo de 2023.

## Características
La estación se encuentra debajo del tradicional parque La Alameda, situado al extremo norte del centro histórico de la capital, un área caracterizada por su patrimonio arquitectónico, cultural y natural. El parque, que data del siglo XIX, alberga canales lacustres y el Observatorio Astronómico de Quito, uno de los más antiguos de América Latina.
La Alameda cuenta con dos andenes laterales y vías dobles, con accesibilidad universal garantizada mediante ascensores y señalización adaptada. Su diseño arquitectónico busca integrarse con el paisaje urbano y facilitar el tránsito de pasajeros hacia zonas cercanas de interés, como la Basílica del Voto Nacional, la Asamblea Nacional del Ecuador, el parque Itchimbía y el Teatro Capitol.
En términos de movilidad, la estación se conecta con el Trolebús y la Ecovía, mediante sus respectivas paradas en las avenidas aledañas.

## Accesos
Vestíbulo Parque La Alameda

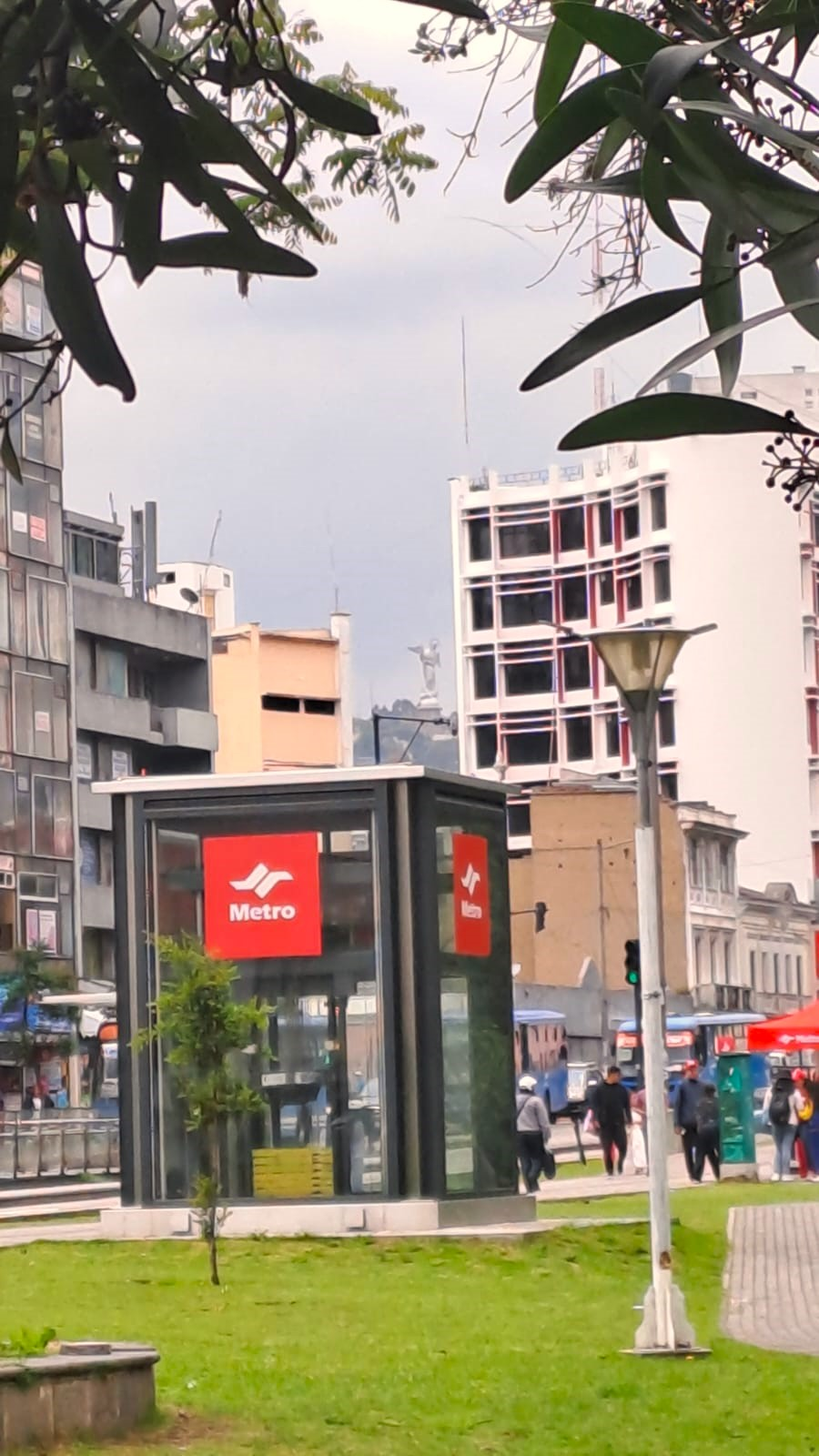
Ascensor de la estación La Alameda

- Avenida Gran Colombia y Calle Gándara — Entrada principal al parque y acceso peatonal desde el norte.
- Parque La Alameda — Acceso central dentro del parque.
- Parque La Alameda y Ecovía — Entrada sur, conecta con la parada de la Ecovía.
- Ascensor — Para personas con movilidad reducida, ubicado junto a la parada de la Ecovía.